# Samhain
Samhain ([sa:win]; ze staroirského samain) je název keltského svátku, který se slavil v noci z 31. října na 1. listopadu. Ve starém keltském kalendáři se tímto slovem označoval také měsíc listopad, přesněji řečeno první tři týdny tohoto měsíce. Ve skotské gaelštině se tento svátek píše jako Samhainn nebo Samhuinn, kdežto listopad jako an t-Samhain. V galském kalendáři z Coligny z 1. stol. př. n. l. je Samhain uveden jako Samonios.
Samhain byl hranicí mezi dvěma hlavními periodami (létem a zimou), pro Kelty byl začátkem nového roku, a byl vnímán také jako doba, kdy se stírá hranice mezi světem živých a mrtvých. Věřilo se, že se duše zesnulých v tento čas vracejí na zemský povrch, a živí mohou navštívit podsvětí. Když byla na začátku 1. stol. n. l. keltská území dobyta Římany, začaly se prolínat keltské a římské zvyky, a ke svátku Samhain se začal slavit i konec úrody. K symbolům Samhainu přibylo obilí a ovoce.

## Samhain z astronomického hlediska
Svátek Samhain se slaví v takzvaný „čtvrtící den“ (cross-quarter day), tedy den v půli mezi rovnodenností (den stejně dlouhý jako noc) a slunovratem (na severní polokouli nejkratší den a nejdelší noc). Jiným čtvrtícím dnem jsou Hromnice (v keltském kalendáři svátek Imbolc). Samhain se slaví jako protipól Beltainu, přesně po půl roce.

## Zvyky spojené se Samhainem
Bylo zvykem například prostírat u večeře i pro zesnulé příbuzné, u kterých se čekalo, že přijdou rodinu navštívit, nebo vystavovat za oknem zapálenou svíčku, často ve vyřezané řepě, která měla bloudícím duším mrtvých posvítit na jejich cestu. Lidé se také převlékali do starých cárů a malovali si obličeje, aby se uchránili před zlými duchy.

## Samhain v současnosti
Samhain blízký jeho původní keltské podobě v současnosti slaví příslušníci některých novopohanských náboženství, zejména keltského novopohanství a Wiccy.

## Samhain v tradici Wicca
Z wiccanského Boha se o Samhainu stává Pán smrti, který usedá na trůn v podsvětí jako vládce mrtvých. Po jeho boku sedí Bohyně, se kterou se podle některých tradic spojí a počne syna (nového Boha). Zatímco Bohyně a mladý Bůh se o Imbolcu vracejí na tento svět, starý Bůh zůstává v podsvětní říši, pomalu ztrácí svou sílu a postupně ho pohlcuje jeho vlastní tma a nevědomí.